# Lista över fornlämningar i Norrtälje kommun (Malsta)
Lista över fornlämningar i Norrtälje kommun (Malsta) är en förteckning av ett urval av de fornlämningar som finns i Malsta i Norrtälje kommun.
| Namn        | Lämningstyp  | Tillkomsttid | Historisk indelning | Plats | Läge                 | ID-nr          | Bild                                 |
| ----------- | ------------ | ------------ | ------------------- | ----- | -------------------- | -------------- | ------------------------------------ |
| Malsta 1:1  | Runristning  |              | Malsta, Uppland     |       | 59.770308, 18.640109 | 10005000010001 | Ladda upp en bild av detta fornminne |
| Malsta 1:2  | Runristning  |              | Malsta, Uppland     |       | 59.770308, 18.640109 | 10005000010002 | Ladda upp en bild av detta fornminne |
| Malsta 3:1  | Gravfält     |              | Malsta, Uppland     |       | 59.770086, 18.630342 | 10005000030001 | Ladda upp en bild av detta fornminne |
| Malsta 4:1  | Röse         |              | Malsta, Uppland     |       | 59.779903, 18.626413 | 10005000040001 | Ladda upp en bild av detta fornminne |
| Malsta 5:1  | Röse         |              | Malsta, Uppland     |       | 59.779476, 18.628699 | 10005000050001 | Ladda upp en bild av detta fornminne |
| Malsta 5:2  | Röse         |              | Malsta, Uppland     |       | 59.779447, 18.628931 | 10005000050002 | Ladda upp en bild av detta fornminne |
| Malsta 6:1  | Stensättning |              | Malsta, Uppland     |       | 59.787567, 18.641726 | 10005000060001 | Ladda upp en bild av detta fornminne |
| Malsta 6:2  | Hög          |              | Malsta, Uppland     |       | 59.787573, 18.642057 | 10005000060002 | Ladda upp en bild av detta fornminne |
| Malsta 6:4  | Stensättning |              | Malsta, Uppland     |       | 59.787485, 18.641384 | 10005000060004 | Ladda upp en bild av detta fornminne |
| Malsta 7:1  | Gravfält     |              | Malsta, Uppland     |       | 59.785657, 18.638345 | 10005000070001 | Ladda upp en bild av detta fornminne |
| Malsta 8:1  | Stensättning |              | Malsta, Uppland     |       | 59.795090, 18.626086 | 10005000080001 | Ladda upp en bild av detta fornminne |
| Malsta 9:1  | Gravfält     |              | Malsta, Uppland     |       | 59.785273, 18.629874 | 10005000090001 | Ladda upp en bild av detta fornminne |
| Malsta 10:1 | Gravfält     |              | Malsta, Uppland     |       | 59.781297, 18.624250 | 10005000100001 | Ladda upp en bild av detta fornminne |
| Malsta 11:1 | Runristning  |              | Malsta, Uppland     |       | 59.780734, 18.624549 | 10005000110001 | Ladda upp en bild av detta fornminne |
| Malsta 15:1 | Stensättning |              | Malsta, Uppland     |       | 59.780790, 18.610492 | 10005000150001 | Ladda upp en bild av detta fornminne |
| Malsta 16:1 | Stensättning |              | Malsta, Uppland     |       | 59.772334, 18.614395 | 10005000160001 | Ladda upp en bild av detta fornminne |
| Malsta 21:1 | Gravfält     |              | Malsta, Uppland     |       | 59.769116, 18.609266 | 10005000210001 | Ladda upp en bild av detta fornminne |
| Malsta 26:1 | Gravfält     |              | Malsta, Uppland     |       | 59.764171, 18.644684 | 10005000260001 | Ladda upp en bild av detta fornminne |
| Malsta 27:1 | Hög          |              | Malsta, Uppland     |       | 59.760870, 18.642997 | 10005000270001 | Ladda upp en bild av detta fornminne |
| Malsta 28:1 | Gravfält     |              | Malsta, Uppland     |       | 59.764391, 18.648415 | 10005000280001 | Ladda upp en bild av detta fornminne |
| Malsta 28:2 | Stensättning |              | Malsta, Uppland     |       | 59.764301, 18.649379 | 10005000280002 | Ladda upp en bild av detta fornminne |
| Malsta 29:1 | Stensättning |              | Malsta, Uppland     |       | 59.764279, 18.643869 | 10005000290001 | Ladda upp en bild av detta fornminne |
| Malsta 30:1 | Stensättning |              | Malsta, Uppland     |       | 59.764656, 18.645556 | 10005000300001 | Ladda upp en bild av detta fornminne |
| Malsta 30:2 | Stensättning |              | Malsta, Uppland     |       | 59.764537, 18.645590 | 10005000300002 | Ladda upp en bild av detta fornminne |
| Malsta 30:3 | Stensättning |              | Malsta, Uppland     |       | 59.764526, 18.645765 | 10005000300003 | Ladda upp en bild av detta fornminne |
| Malsta 33:1 | Gravfält     |              | Malsta, Uppland     |       | 59.759271, 18.646656 | 10005000330001 | Ladda upp en bild av detta fornminne |
| Malsta 34:1 | Stensättning |              | Malsta, Uppland     |       | 59.759881, 18.647689 | 10005000340001 | Ladda upp en bild av detta fornminne |
| Malsta 34:2 | Stensättning |              | Malsta, Uppland     |       | 59.759926, 18.647888 | 10005000340002 | Ladda upp en bild av detta fornminne |
| Malsta 34:3 | Stensättning |              | Malsta, Uppland     |       | 59.759796, 18.648039 | 10005000340003 | Ladda upp en bild av detta fornminne |
| Malsta 36:1 | Stensättning |              | Malsta, Uppland     |       | 59.775096, 18.584631 | 10005000360001 | Ladda upp en bild av detta fornminne |
| Malsta 37:1 | Röse         |              | Malsta, Uppland     |       | 59.768806, 18.599044 | 10005000370001 | Ladda upp en bild av detta fornminne |
| Malsta 37:2 | Stensättning |              | Malsta, Uppland     |       | 59.768921, 18.599200 | 10005000370002 | Ladda upp en bild av detta fornminne |
| Malsta 38:1 | Röse         |              | Malsta, Uppland     |       | 59.770263, 18.600724 | 10005000380001 | Ladda upp en bild av detta fornminne |
| Malsta 38:2 | Stensättning |              | Malsta, Uppland     |       | 59.770174, 18.600582 | 10005000380002 | Ladda upp en bild av detta fornminne |
| Malsta 38:3 | Stensättning |              | Malsta, Uppland     |       | 59.770102, 18.600509 | 10005000380003 | Ladda upp en bild av detta fornminne |
| Malsta 39:1 | Röse         |              | Malsta, Uppland     |       | 59.763461, 18.588567 | 10005000390001 | Ladda upp en bild av detta fornminne |
| Malsta 40:1 | Stensättning |              | Malsta, Uppland     |       | 59.769853, 18.601192 | 10005000400001 | Ladda upp en bild av detta fornminne |
| Malsta 41:1 | Röse         |              | Malsta, Uppland     |       | 59.762319, 18.592841 | 10005000410001 | Ladda upp en bild av detta fornminne |
| Malsta 41:2 | Röse         |              | Malsta, Uppland     |       | 59.762089, 18.592818 | 10005000410002 | Ladda upp en bild av detta fornminne |
| Malsta 45:1 | Röse         |              | Malsta, Uppland     |       | 59.760475, 18.589874 | 10005000450001 | Ladda upp en bild av detta fornminne |
| Malsta 45:2 | Röse         |              | Malsta, Uppland     |       | 59.760182, 18.590326 | 10005000450002 | Ladda upp en bild av detta fornminne |
| Malsta 46:1 | Gravfält     |              | Malsta, Uppland     |       | 59.760151, 18.596639 | 10005000460001 | Ladda upp en bild av detta fornminne |
| Malsta 47:1 | Stensättning |              | Malsta, Uppland     |       | 59.771460, 18.606686 | 10005000470001 | Ladda upp en bild av detta fornminne |
| Malsta 47:2 | Stensättning |              | Malsta, Uppland     |       | 59.771523, 18.606851 | 10005000470002 | Ladda upp en bild av detta fornminne |
| Malsta 48:1 | Stensättning |              | Malsta, Uppland     |       | 59.759307, 18.648424 | 10005000480001 | Ladda upp en bild av detta fornminne |
| Malsta 48:2 | Stensättning |              | Malsta, Uppland     |       | 59.759283, 18.648008 | 10005000480002 | Ladda upp en bild av detta fornminne |
| Malsta 48:3 | Stensättning |              | Malsta, Uppland     |       | 59.759176, 18.647618 | 10005000480003 | Ladda upp en bild av detta fornminne |
| Malsta 49:1 | Hög          |              | Malsta, Uppland     |       | 59.794657, 18.633255 | 10005000490001 | Ladda upp en bild av detta fornminne |
| Malsta 51:1 | Hög          |              | Malsta, Uppland     |       | 59.783719, 18.638493 | 10005000510001 | Ladda upp en bild av detta fornminne |
| Malsta 51:2 | Stensättning |              | Malsta, Uppland     |       | 59.783801, 18.638457 | 10005000510002 | Ladda upp en bild av detta fornminne |
| Malsta 52:1 | Stensättning |              | Malsta, Uppland     |       | 59.788248, 18.626648 | 10005000520001 | Ladda upp en bild av detta fornminne |
| Malsta 63:1 | Gravfält     |              | Malsta, Uppland     |       | 59.769646, 18.608453 | 10005000630001 | Ladda upp en bild av detta fornminne |
| Malsta 67:1 | Hällristning |              | Malsta, Uppland     |       | 59.765326, 18.611714 | 10005000670001 | Ladda upp en bild av detta fornminne |